# Ballantiophora
Ballantiophora es un género de polillas de la familia Geometridae. Fue descrita por primera vez por Arthur Gardiner Butler en 1881, y se puede encontrar distribuidas en el América del Sur. Tiene cercana relación con otro género de Brasil, Berberodes.

## Especies
El género Ballantiophora contiene 5 especies:
| Ballantiophora | \| \| Ballantiophora gibbiferata Guenée, 1857 \| \| \| \| \| \| Ballantiophora glandifera Dognin, 1908 \| \| \| \| \| \| Ballantiophora innotata Warren, 1894 \| \| \| \| \| \| Ballantiophora lanaris Butler, 1881 \| \| \| \| \| \| Ballantiophora neglecta Thierry-Mieg, 1910 \| \| \| \| |
|                | \| \| Ballantiophora gibbiferata Guenée, 1857 \| \| \| \| \| \| Ballantiophora glandifera Dognin, 1908 \| \| \| \| \| \| Ballantiophora innotata Warren, 1894 \| \| \| \| \| \| Ballantiophora lanaris Butler, 1881 \| \| \| \| \| \| Ballantiophora neglecta Thierry-Mieg, 1910 \| \| \| \| |
|                | Ballantiophora gibbiferata Guenée, 1857 |
|                | |
|                | Ballantiophora glandifera Dognin, 1908 |
|                | |
|                | Ballantiophora innotata Warren, 1894 |
|                | |
|                | Ballantiophora lanaris Butler, 1881 |
|                | |
|                | Ballantiophora neglecta Thierry-Mieg, 1910 |
|                | |